# Żabianka-Wejhera-Jelitkowo-Tysiąclecia
 (février 2009).
Si vous disposez d'ouvrages ou d'articles de référence ou si vous connaissez des sites web de qualité traitant du thème abordé ici, merci de compléter l'article en donnant les références utiles à sa vérifiabilité et en les liant à la section « Notes et références ».
Pour les articles homonymes, voir Żabianka.

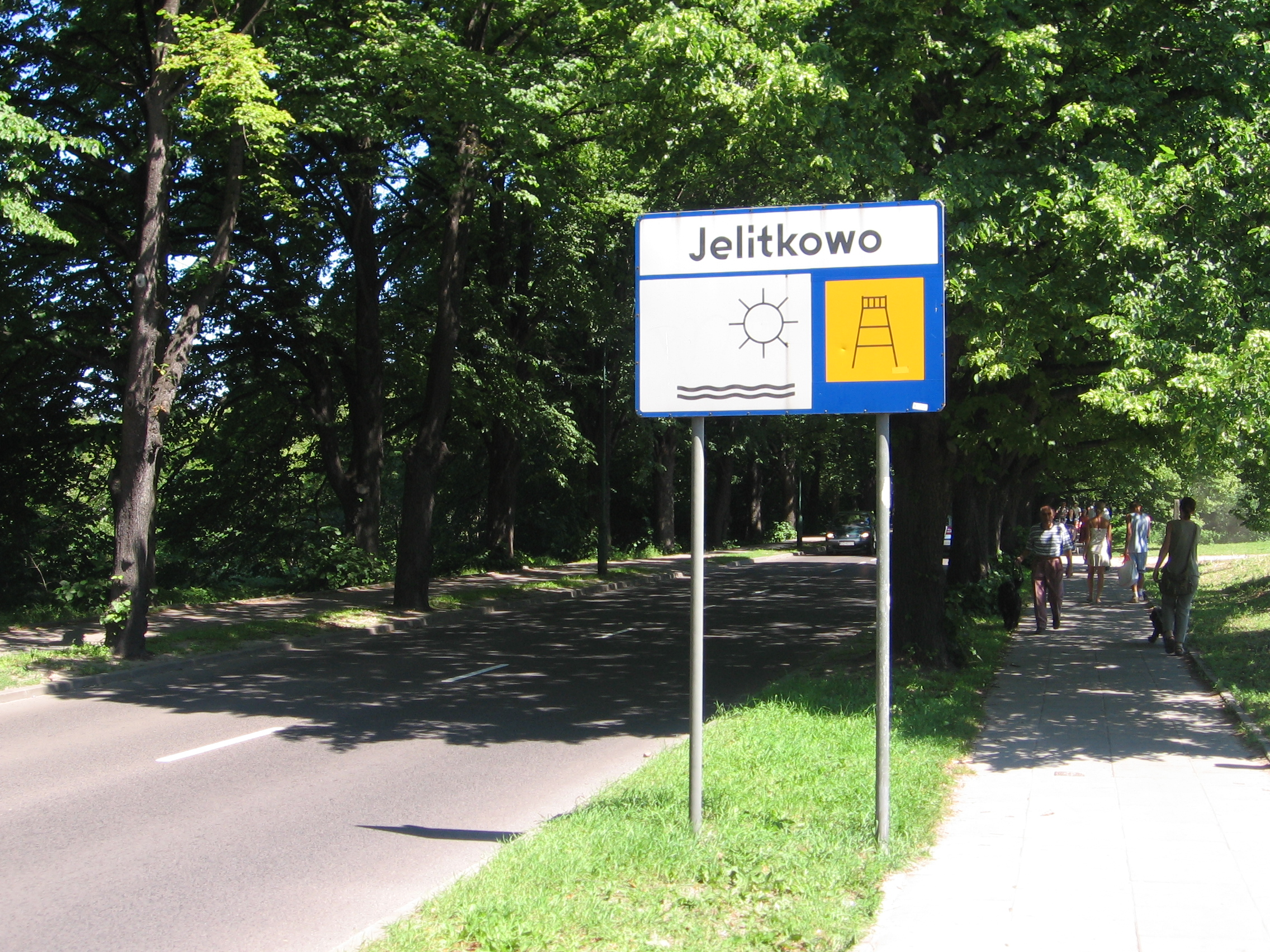
Jelitkowo

Żabianka-Wejhera-Jelitkowo-Tysiąclecia est l'un des trente quatre arrondissements de Gdańsk en Pologne.
Il est situé au nord de la ville et limitrophe de la ville de Sopot. 
Sa population est estimée à 18 546 habitants (au 12 janvier 2011). 
Cet arrondissement comporte trois autres quartiers :
- Osiedle Wejhera ;
- Jelitkowo ;
- Osiedle Tysiąclecia.